# Triaenops goodmani
Triaenops goodmani — вимерлий вид кажанів родини Hipposideridae з Мадагаскару. Відомий з трьох нижніх щелеп зібраних в печері в 1996 році і описаних як новий вид у 2007 році. Матеріалу не більше 10.000 років. 